# Хиксон, Джоан
Джоан Богл Хиксон, OBE (англ. Joan Bogle Hickson; 5 августа 1906, Кингсторп, Нортгемптон — 17 октября 1998, Колчестер, Восточная Англия) — британская актриса театра, кино и телевидения. Наиболее известна благодаря роли мисс Марпл в серии телевизионных фильмов BBC.

## Биография
Джоан Хиксон родилась 5 августа 1906 года в Кингсторпе, Великобритания. После театрального дебюта в 1927 году она некоторое время гастролировала по Великобритании, а первый успех к ней пришёл в середине 1940-х годов после её комедийных ролей в лондонском Вест-Энде.
Её кинодебют состоялся в 1934 году в британской комедии «Проблема в магазине» и далее она продолжила активную кинокарьеру, снимаясь в основном в комедийных ролях.
В 1946 году на Джоан Хиксон обратила внимание Агата Кристи, смотревшая в театре постановку собственной пьесы «Свидание со смертью». Писательница написала актрисе: «Надеюсь что Вы однажды сыграете мою дорогую мисс Марпл». Второй раз Джоан столкнулась с произведением Кристи в 1961 году, когда сыграла роль мисс Киддер в фильме «В 4:50 от Паддингтона», где исполнительницей роли мисс Марпл была Маргарет Рутерфорд.
В дальнейшие годы она продолжала работать как в кино, снявшись во многих британских фильмах, так и в театре, добившись большого успеха в 1979 году, в котором стала обладательницей премии «Тони».
В 1984 году канал BBC начал показ телевизионных фильмов про мисс Марпл, где на главную роль была приглашена Джоан Хиксон. Она сыграла мисс Марпл во всех двенадцати экранизациях романов Агаты Кристи, съёмки которых продолжались до 1992 года. За всё это время Джоан дважды становилась номинанткой на премию BAFTA TV, а также была возведена королевой Елизаветой II в достоинство офицера ордена Британской империи.
Джоан Хиксон умерла 17 октября 1998 года в больнице Колчестера от инсульта в возрасте 92 лет. Похоронена на кладбище в Сёдбери, графство Девон.

### Личная жизнь

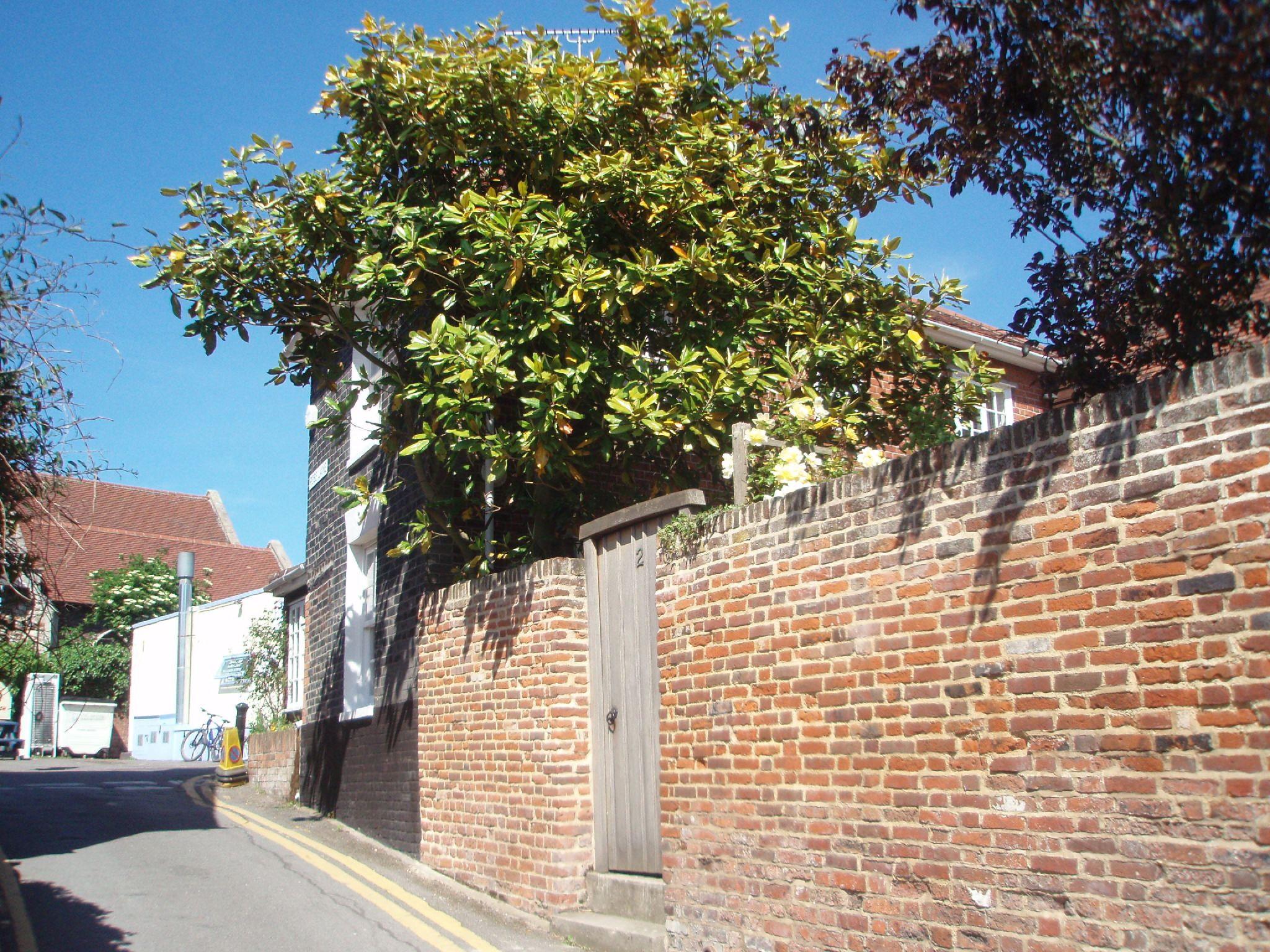
Дом, где жила Джоан Хиксон

29 октября 1932 года в приходской церкви Хампстеда Хиксон вышла замуж за Эрика Нормана Батлера (родился 2 сентября 1902 года в Уэстбери, Уилтшир), врача, с которым у неё было двое детей. Её муж умер в июне 1967 года от инсульта в Колчестере, графство Эссекс.
Хиксон жила на улице Роуз-Лейн города Вивенхо в Эссексе с 1958 года и до самой своей смерти в 1998 году. Дом, где она жила в течение 40 лет, отмечен мемориальной доской.

## Избранная фильмография
| Год       |   | Русское название                             | Оригинальное название           | Роль                                            |
| --------- | - | -------------------------------------------- | ------------------------------- | ----------------------------------------------- |
| 1934      | ф | —                                            | Widow’s Might                   | Берроуз                                         |
| 1936      | ф | Человек, который умел творить чудеса         | The Man Who Could Work Miracles | Эффи Брикман                                    |
| 1941      | ф | Святой встречается с Тигром                  | The Saint Meets the Tiger       | Мэри, служанка тёти Агаты (в титрах не указана) |
| 1948      | ф | —                                            | Just William’s Luck             | миссис Лейн                                     |
| 1950      | ф | Семь дней до полудня                         | Seven Days to Noon              | миссис Пекетт                                   |
| 1951      | ф | Оставшийся в тени                            | The Magic Box                   | миссис Стакели                                  |
| 1954      | ф | Банковский билет в миллион фунтов стерлингов | The Million Pound Note          | хозяйка закусочной                              |
| 1956      | ф | Человек, которого никогда не было            | The Man Who Never Was           | домовладелица                                   |
| 1959      | ф | Тридцать девять ступеней                     | 39 Steps                        | мисс Добсон                                     |
| 1960      | ф | Три мира Гулливера                           | The Three Worlds of Gulliver    | миссис Дьюсбери                                 |
| 1961      | ф | В 16.50 из Паддингтона                       | Murder She Said                 | миссис Киддер                                   |
| 1963      | ф | Небеса над нами                              | Heavens Above!                  | домохозяйка                                     |
| 1973      | ф | Театр крови                                  | Theatre of Blood                | миссис Спраут                                   |
| 1975      | ф | Пропавший динозавр                           | One of Our Dinosaurs Is Missing | миссис Гиббонс                                  |
| 1979      | ф | Янки                                         | Yanks                           | миссис Муди                                     |
| 1983      | ф | Злодейка                                     | The Wicked Lady                 | тётя Агата                                      |
| 1984—1992 | с | Мисс Марпл                                   | Miss Marple                     | мисс Марпл                                      |
| 1990      | ф | Быстрее ветра                                | King of the Wind                | княгиня Мальборо                                |
| 1993      | ф | Столетие                                     | Century                         | миссис Уитветер                                 |

## Награды и номинации
| Награда  | Год  | Категория                                 | Название работы                     | Результат |
| -------- | ---- | ----------------------------------------- | ----------------------------------- | --------- |
| BAFTA TV | 1987 | Лучшая женская роль                       | Мисс Марпл: Убийство в доме викария | Номинация |
| BAFTA TV | 1988 | Лучшая женская роль                       | Мисс Марпл: Немезида                | Номинация |
| Тони     | 1979 | Лучшая женская роль второго плана в пьесе | Постельный фарс                     | Победа    |